# 全面追捕令
《全面追捕令》（英語：The Enforcer）是一部1976年美國動作犯罪驚悚片，由詹姆斯·佛里哥執導，同時也是他的導演處女作。故事描述由克林·伊斯威特主演的舊金山警察局（SFPD）督察哈利·卡拉漢和泰恩·黛莉所飾演的督察凱特·摩爾共同合作，以追捕恐怖主義領袖巴比·麥斯威爾及其同夥。該片為1973年電影《緊急搜捕令》的續集，以及「骯髒哈利系列電影」的第三部作品；此外，《全面追捕令》同時也是演員約翰·米托雀姆最後一次出演該系列。此外，該片亦是系列中唯一沒有作曲家拉洛·雪弗林參與的電影。
《全面追捕令》1976年12月22日在美國上映，並獲得了正面居多的評價和成功的票房。續集《撥雲見日》於1983年上映。

## 劇情
在加利福尼亞州馬林縣，兩名天然氣公司的男性員工被穿著暴露的女子引誘到米爾谷的一個偏遠的地方。不久後，兩人均被巴比·麥斯威爾槍殺。麥斯威爾的真實身份是人民自由解放軍（PRSF）的領袖，他企圖與同夥利用其天然氣公司的貨車和服飾來策劃一連串的犯罪行動。
SFPD重案組督察哈利·卡拉漢和他的搭檔法蘭克·迪喬吉歐在處理完一名在餐廳中試圖以假昏厥的方式來躲避付帳的老慣犯後，他們接到消息並前往一家被劫匪佔領的販酒商店。在卡拉漢的詢問下得知，劫匪們要求一輛有著警方無線電的車子供他們逃走，不然就殺死人質。未料，卡拉漢在答應對方的要求後，竟直接開車駛入商店中並開槍擊倒所有的劫匪。事後，他的長官傑洛姆·麥凱上尉斥責了卡拉漢的「執法過當」，並表示連高層也很不滿他在商店中上演的那場「西部牛仔秀」。由於卡拉漢的行為，使得部分人質受傷，並對商店造成了1萬4379美元的損失；為此，他被暫時被吊離重案組。卡拉漢被調至人事組後，他在一場警察的晉升面試中擔任面試官，並得知了三名新督察都將會是女性，其中包括凱特·摩爾，儘管卡拉漢對於她實戰經驗上的不足而感到質疑。
在夜裡，人民自由解放軍一夥利用天然氣公司的貨車進入了軍火倉庫，並在殺害保全後，從中偷走了M72火箭筒、柯爾特M16突擊步槍、泰瑟等武器。在偷竊的過程中，發現保全屍體的迪喬吉歐進來逮住眾人，但卻遭到麥斯威爾從背後偷襲而倒地；與此同時，迪喬吉歐也因此意外地開槍打中了解放軍之一的米姬，麥斯威爾後則用迪喬吉歐的槍了結了米姬。事後，卡拉漢在病床旁會見了迪喬吉歐，迪喬吉歐在不久後斷了氣。由於迪喬吉歐的死，使得摩爾成為了卡拉漢的新搭檔；她聲稱自己瞭解漢卡拉漢搭檔的風險，並指出，除了迪喬吉歐之外，他過去的另外兩名合夥人也都已死亡。在武器演示場上觀看了陸軍的M72火箭筒演示後，卡拉漢和摩爾到解剖室中觀看在劫案中喪生的保安屍體。不久之後，一枚炸彈在廁所爆炸。卡拉漢從摩爾的情報推斷，戴著帽子的黑人很可能就是犯人（解放軍成員），使兩人在發現對方後對那名解放軍成員展開追逐並逮捕。
為了得到解放軍領袖麥斯威爾的情報，卡拉漢前去會見黑人權力份子的領袖大艾德·穆斯塔法。當卡拉漢與穆斯塔法達成協議後，麥凱卻派人逮捕了穆斯塔法一夥。事後，警方和市長舉辦了一場電視新聞發表會，以讚賞卡拉漢和摩爾解決了這起恐怖事件。當卡拉漢得知麥凱只是想利用穆斯塔法一夥當作替死鬼以作為市長和警方的功績後，便憤而拒絕參加發表會，而自己也被麥凱停職。後來，摩爾表示，自己支持卡拉漢並獲得了他的尊重。
發表會結束後，市長前去觀賞舊金山巨人的球賽，但在回去的中途遭到人民自由解放軍計劃的一場伏擊，並因此遭到綁架；麥斯威爾的手下透過電台來將要求支付100萬美元贖金的錄音帶交給警方。在穆斯塔法的幫助下，卡拉漢和摩爾得知麥斯威爾和解放軍同夥們在惡魔島上。卡拉漢和摩爾抵達島上後，在那和敵方們交火。雖然摩爾成功救出了市長，但自己卻為了救卡拉漢遭到麥斯威爾殺害。當所有的同夥都已死亡後，麥斯威爾帶著市長到一座瞭望塔上躲避卡拉漢，但反遭卡拉漢手持M72火箭筒殺死，以為摩爾報仇。交戰結束後，卡拉漢對市長的感激並不感興趣，而是不發一語地離去；當麥凱同意麥斯威爾的要求並和其他人搭著直升機到此後，卡拉漢獨自回到了摩爾的屍體旁。

## 演員
- 克林·伊斯威特飾演哈利·卡拉漢[10]：SFPD重案組督察（前期待在人事組），我行我素，外號「骯髒哈利」。
- 泰恩·黛莉（英语：Tyne Daly）[10]飾演凱特·摩爾：SFPD重案組督察，卡拉漢的新搭檔。
- 哈瑞·嘉迪諾（英语：Harry Guardino）[10]飾演艾爾·布萊斯勒中尉：SFPD重案組督察，卡拉漢的上司。
- 布萊德福特·迪爾曼（英语：Bradford Dillman）飾演傑洛姆·麥凱上尉：SFPD的高層，卡拉漢的上司。
- 約翰·米托雀姆（英语：John Mitchum）[10]飾演法蘭克·迪喬吉歐：SFPD重案組督察，卡拉漢的前搭檔。
- 德維林·博克沃爾特（英语：DeVeren Bookwalter）[10]飾演巴比·麥斯威爾：人民自由解放軍的領袖。
- 約翰·克勞佛（英语：John Crawford (actor)）[10]飾演舊金山市長：與麥凱合作打算塑造自己的好形象。
- 阿爾伯特·包普維爾（英语：Albert Popwell）[10]飾演大艾德·穆斯塔法：黑人權力份子的領袖。
- 羅伯特·霍伊（英语：Robert Hoy）[10]飾演布欽斯基：情色場所老闆。
- M·G·凱利（英语：M. G. Kelly）[10]飾演約翰：教堂神父。

## 製作

### 發展
《全面追捕令》的第一份劇本是由兩名年輕的舊金山電影系學生蓋爾·摩根·希克曼和S·W·舒爾於1974年所創作，其名稱題為《Moving Target》。在看過《緊急追捕令》（1971年）和《緊急搜捕令》（1973年）後，這兩名新人編劇決定寫一部以哈利·卡拉漢督察一角為主的劇本。兩人受到了1974年發生的派翠西亞·赫斯特綁架案的啟發，使該片的故事為哈利·卡拉漢將對付一個會讓人聯想到共生解放軍的暴力武裝組織。在劇本中，武裝分子綁架了舊金山市長，並要警局付錢贖回他。
劇本結束後，希克曼走訪了克林·伊斯威特的卡梅爾餐廳、豬之呼吸酒店，並與伊斯威特的商業夥伴保羅·李普曼接觸，以詢問李普曼是某會將他和舒爾的努力（劇本）傳達給伊斯威特。李普曼起初感到猶豫不決，但最後表示同意。儘管伊斯威特認為劇本還需加工，但他喜歡這個概念，特別是以黑豹黨為基礎的武裝分子和對黑人武裝分子的描述。與此同時，華納兄弟急於利用這兩部骯髒哈利電影的成功來再度推出第三集，並聘請了經驗豐富的編劇史泰靈·薛立芬來撰寫新的骯髒哈利故事。薛立芬寫了一份名為《Dirty Harry and More》的劇本，在當中卡拉漢與一位名叫摩爾的亞裔美籍女性搭檔合作。伊斯威特喜歡女性搭檔的這個概念，但覺得劇本在角色上花費了太多時間，而沒有足夠的動作戲。隨後，伊斯威特向薛立芬看了希克曼與舒爾的版本，使薛立芬同意重寫劇本。
薛立芬在1975年末和1976年初寫了劇本，並於1976年2月將自己的初稿交給了伊斯威特。當伊斯威特批閱時，他仍認為這還是太過強調角色關係而不是行為，並擔心粉絲可能會不能接受。之後，他找來了曾撰寫過《緊急追捕令》和《黑街喋血》（1968年）的狄恩·萊斯納來對劇本進行修改。
在《全面追捕令》中，該系列時常登場的布萊斯勒中尉（哈瑞·嘉迪諾飾演）和法蘭克·迪喬吉歐（約翰·米托雀姆飾演）是最後一次出場於該系列；其中，迪喬吉歐在該片中陣亡。而哈利·卡拉漢女搭檔凱特·摩爾是由泰恩·黛莉所飾演。黛莉起初並不打算飾演此角，因此她曾回絕了三次的邀約。黛莉反對她的角色在片中的處理方式，並表明兩名警方成員在工作中墜入愛河是有問題的，因為他們將無法達到良好的效率而使自己的生命受到威脅。黛莉在被允許閱讀萊斯納的初稿劇本後，發現她的角色有著明顯能發展的餘地，雖然她在看首映時被片中的暴力程度給嚇傻。關於卡拉漢與摩爾的關係，伊斯威特說：
我沒看過骯髒哈利去和一名好萊塢式的魅力女孩在一起。他是那種可能會和在某個地方相遇的秘書或接待員約會的人...泰恩·黛莉很適合這個角色。它就像偉大的愛情那樣開始，它開始透過贏得對方的尊重，她贏得了尊重，然後你認為「可能，可再往前走一步。」

### 拍攝
當製作開始時，片名為《Dirty Harry III》，以使人瞭解這是該系列的續集。伊斯威特後來覺得該片需要有自己獨立的標題，而在製作過程中改為了《The Enforcer》。
因在前一部《緊急搜捕令》中與泰德·波斯特發生爭執後，伊斯威特打算完全親自執導《全面追捕令》。之後，伊斯威特解僱了菲力普·考夫曼而使自己能完全處理《西部執法者》（1976年），但這也使自己沒有足夠的時間來準備《全面追捕令》的執導工作。結果，伊斯威特將導演一職交給了長期在他的電影中擔任副導演的詹姆斯·佛里哥。伊斯威特對於所有重要的決定都擁有著最後的發言權，但由於佛里哥對於伊斯威特的工作風格比波斯特熟悉許多，所以他們在製作過程中很少碰面。
主要攝影於1976年夏天在舊金山的海灣地區開始進行。伊斯威特最初對他的台詞數量抱持著懷疑的態度，他更喜歡台詞不多的方式，此風格源自於另一導演塞吉歐·李昂尼。《全面追捕令》比前幾部《骯髒哈利》電影短上許多，最後剪輯的時長達95分鐘上下。

## 發行
在美國，《全面追捕令》於1976年12月22日廣泛上映。該片在德國並未於戲院上映，而是於2001年12月13日以DVD首映的方式發行。

## 反響

### 評價
該片所獲得的評價以正面居多，在爛番茄網站上根據28篇評論，持有79%的新鮮度。影評人大多稱讚在片中登場的一名有著自我主見之女警角色，此決定是由羅伯特·達利為伊斯威特所安排的。這也使泰恩·黛莉之後獲得了在電視劇《美國警花》中主演瑪莉·貝絲·萊西的機會。作家馬喬里·羅森表示，馬爾帕索公司「發明了一個鋼鐵般的女主角」。《好萊塢報導》的尚·霍爾施爾稱讚了伊斯威特放棄了自我而在片中塑造了如此強大的女主角。著名影評人羅傑·伊伯特注意到《全面追捕令》中的卡拉漢在自衛和救援行動上更多地處理了殺人事件，而不是冷血的處決；他稱讚該片是暴力和幽默的混合體，並認為《全面追捕令》是《骯髒哈利》電影中最好的，因它在動作和幽默之間取得了平衡。
相反地，《The Harvard Lampoon》批評了片中呈現的暴力程度，且因認為伊斯威特的表現不佳而將他評為「最差年度男演員」。《綜藝》則認為，該片是「《緊急追捕令》粗糙的仿製品...以這個特別的模式來走的下一個項目該得更像樣，或者就此放棄。」

### 票房
《全面追捕令》於1976年12月上映後，獲得了成功的票房，在美國總共獲得了4623萬美元，成為了1976年票房第九高的電影。

## 續集
起初，《全面追捕令》打算成為三部曲的最後一部《骯髒哈利》電影，但因華納兄弟在1983年進行的一項民意調查而使該系列得以繼續延續下去。伊斯威特原本沒有打算拍更多的《骯髒哈利》電影，但片商以允許他拍更多的「個人」電影之協議來換取續集的製作。續集兼系列的第四部《撥雲見日》於1983年推出，由克林·伊斯威特親自執導。

## 備註
1. ↑  1980年，一名作家起訴了克林·伊斯威特的剽竊行為，他指控伊斯威特從自己的作品中任意取得了該片的名稱。對此，伊斯威特堅持表示，對於片名，自己是受到亨弗萊·鮑嘉的電影《全面搜捕令（英语：The Enforcer (1951 film)）》（1951年）而啟發的（同為華納兄弟所有）。最後，該案件被駁回[8]。

## 外部連結
- 互联网电影数据库（IMDb）上《全面追捕令》的资料（英文）
- TCM电影资料库上《全面追捕令》的资料（英文）
- AllMovie上《全面追捕令》的资料（英文）
- 美国电影学会目录上的《全面追捕令》（英文）
- 爛番茄上《全面追捕令》的資料（英文）
- 豆瓣电影上《全面追捕令》的資料 （简体中文）